# Hendrikus Vogels
Hendrikus Vogels (nascido em 1 de novembro de 1942) é um ex-ciclista australiano que competiu nos Jogos Olímpicos de Verão de 1964, representando a Austrália na perseguição por equipes.
Seu filho, Henk Vogels Jr, é um ex-ciclista australiano que competiu na prova de estrada nos Jogos Olímpicos de 2000 em Sydney.